# Bartolomé de Ocampo y Mata
Bartolomé de Ocampo y Mata (Madrid, 1640 – Plasencia, 22 de septiembre de 1703) fue un religioso español que ocupó los cargos de obispo de Segovia y de Plasencia.
Ingresó en 1665 en la Congregación de San Pedro de Sacerdotes de Madrid. Dentro de su carrera eclesiástica destaca su implicación en la Santa Inquisición, de la que fue agente general, fiscal de Madrid y de Llerena, letrado de cámara del inquisidor general Diego de Arce y Reinoso, inquisidor de Aragón y de Toledo y otros cargos.
| Predecesor: Fernando de Guzmán y Portocarrero | Obispo de Segovia 1694 – 1699   | Sucesor: Baltasar de Mendoza y Sandoval     |
| Predecesor: José González                     | Obispo de Plasencia 1699 – 1703 | Sucesor: José Gregorio de Rojas y Velázquez |